# La Jolie Parfumeuse
Personnages
- Rose Michon (soprano)
- Bavolet (mezzo-soprano)
- La Cocardière (baryton)
- Clorinde (soprano)
- Poirot (ténor)

Airs
La Jolie Parfumeuse est un opéra comique en trois actes créé en 1873, mis en musique par Jacques Offenbach. Le livret a été écrit par Hector Crémieux et Ernest Blum.

## Représentations
L'opéra a été créé au Théâtre de la Renaissance à Paris, le 29 novembre 1873, où il a connu plus de 200 représentations ; c'est le premier grand succès d'Offenbach après la chute de l'Empire. La pièce, qui s'inspire en partie de l'opéra-comique créé en 1850, Les Porcherons, de Sauvage et Grisar, s'appuie sur « un livret farcesque basé sur des quiproquos sexuels ».
Le succès de la pièce, écrite en sept semaines, repose en grande partie sur la performance de Louise Théo dans le rôle-titre ;  elle assure une reprise avec Daubray en 1875, au Théâtre des Bouffes Parisiens. La pièce est de nouveau jouée en 1892 au Théâtre de la Renaissance (avec Juliette Simon-Girard dans le rôle de Rose et Simon-Max dans celui de Poirot), puis en 1898 au Théâtre de la Gaîté avec Mariette Sully.
Hors de France, la pièce est jouée à l'Alhambra de Londres, à partir du 18 mai 1874 avec Kate Santley, dans une version expurgée, le livret étant jugé « irrecevable dans un théâtre anglais » .
La Jolie Parfumeuse est également donnée (souvent dans une version traduite) à Bruxelles, à Anvers et à Vienne en 1874, Berlin, New York, Birmingham et Milan en 1875, à Mexico en 1876 et à Stockholm, en 1891. Elle ne restera pas dans le répertoire durant le XXe siècle malgré des diffusions à la radio française, et une représentation à l'Académie Royale de Musique en 1973. Le chœur « Soyez donc bon homme» de l'ouverture de l'acte est en revanche un morceau favori des sociétés chorales.
Jacques Offenbach sera d'ailleurs amené à en diriger une représentation lors de sa tournée américaine en 1876, la représentation sera, selon ses dires, catastrophiques. Il consacrera un chapitre, intitulé Les supplices d'un musicien dans son ouvrage intitulé Notes d'un musicien en voyage paru à son retour en 1877.

## Distribution lors de la création
| Rôle | Type de voix  | (Chef d'orchestre : Jacques Offenbach) |
| --- | ------------- | -------------------------------------- |
| Rose Michon                                                                                                   | soprano       | Louise Théo                            |
| Bavolet | mezzo-soprano | Laurence Grivot                        |
| Clorinde | soprano       | Fonti                                  |
| La Julienne                                                                                                   | mezzo-soprano | Pauline Lyon                           |
| Arthémise | soprano       | Castello                               |
| Madelon | soprano       | Jane Eyre                              |
| Justine | soprano       | Guiotti                                |
| Lise | soprano       | Godin                                  |
| Mirette | soprano       | E. Alboudy                             |
| Poirot | ténor         | Bonnet                                 |
| La Cocardière                                                                                                 | baryton       | Daubray                                |
| Germain | baryton       | Troy                                   |
| Premier garçon                                                                                                |               | Cosmes                                 |
| Deuxième garçon                                                                                               |               | P Albert                               |
| Quatre musiciens aveugles                                                                                     |               | Gaillard, Allard, Hardon, Derain       |
| Quatre servantes                                                                                              |               | Anna, E Nœll, Jouvenceau, Mangin       |
| Deux demoiselles d'honneur                                                                                    |               | R Capet, Debrat                        |
| Des serveurs, des personnes au cabaret ; les clients, les voisins, les grisettes, les barbiers, les greffiers |               |                                        |

## Argument
L'action se déroule à Paris au XVIIIe siècle.

### Acte 1
Jardin du cabaret Les Porcherons, avec l'enseigne « Noces et Festins. Salon de 100 couverts ». Dans le fond, arbustes et entrée.
Bavolet, un jeune clerc de procureur, et filleul du riche financier La Cocardière, épouse Rose Michon, qui travaille dans une parfumerie rue Tiquetonne, et présente une ressemblance frappante avec la Bruscambille, une danseuse récemment arrivée de Toulouse.
La noce bat son plein au cabaret des Porcherons.
Clorinde, danseuse au ballet de l'Opéra et maîtresse de La Cocardière, arrive avec des amies ; elle comprend que La Cocardière est épris de Rose. Est également présent Poirot, concierge à l'hôtel Saint-Florentin. Lui et La Cocardière décident d'obtenir la jarretière de la mariée. Bavolet ne veut pas révéler à Rose où sera leur futur domicile, et donc le lieu de leur nuit de noces.
La Cocardière annonce Verrouillaski, le « célèbre peintre polonais » (en réalité Poirot déguisé) ; ils persuadent Rose de se tenir debout sur une table pour qu'on fasse son portrait ; pendant ce temps La Cocardière s'empare de la jarretière. Bavolet demande à La Cocardière d'accompagner Rose jusqu'à sa boutique : il lui a fait la surprise de louer une chambre voisine et de relier les deux pièces. Il demande également à La Cocardière de conduire sa femme à la nouvelle maison, et de lui raconter en route ce que sa mère lui aurait dit sur sa nuit de noces si elle avait été encore en vie. Après une dernière danse, La Cocardière emmène Rose à qui Bavolet, entouré de Poirot et de ses amis, lance des baisers.

### Acte 2
Un salon dans la maison de La Cocardière avec plusieurs portes, et des miroirs permettant d'apercevoir l'intérieur des deux chambres communicantes.
Germain, le domestique de La Cocardière, chante la belle vie qu'il mène, et avec Justine, Lise et les autres domestiques met la table pour un repas.
La Cocardière et Rose entrent ; La Cocardière assure à Rose qu'il s'agit de sa nouvelle maison, et que tout, même le somptueux mobilier, a été payé par Bavolet. Parmi les décorations, elle remarque des photos de danseurs de ballet – y compris la nouvelle de l'arrivée de Toulouse.
Pour s'acquitter de sa commission, La Cocardière tente d'embrasser Rose, mais elle se dérobe à lui.
Germain annonce Clorinde et ses amis. La Cocardière cache Rose. Bavolet et Poirot arrivent alors ; Bavolet veut savoir où est sa femme, craignant qu'elle soit malade ou ait eu un accident. En réalisant qu'il y a une autre femme dans l'une des chambres, il se précipite pour ouvrir la porte et Rose, magnifiquement vêtue, apparaît en se présentant comme « Dorothée Bruscambille, originaire de Toulouse, et future pensionnaire du Grand Opéra de Paris ». Malgré toutes les questions de Bavolet, elle affirme, avec l'accent de Toulouse, ne pas être Rose.
On laisse Bavolet et Rose seuls et elle le pousse avec le champagne ; ils disparaissent dans une chambre.

### Acte 3
L'intérieur de la parfumerie avec un compteur ; sur la droite, un escalier menant au premier étage.
Le rideau se lève sur un magasin vide, mais des gens frappent aux volets et demandent à entrer : La Julienne, des clientes, des grisettes, des barbiers ... Poirot dit qu'il sera un homme intègre, qu'il va épouser Bruscambille et chante sa lettre de demande en mariage. Bavolet, un peu malade, persuadé d'avoir passé la nuit avec la danseuse, est perplexe. Rose arrive dans le magasin, commence à servir les clients ; elle impose silence à Bavolet d'un regard. Arrive La Cocardière qui cherche à déclarer son amour à Rose ; mais l'entrée de Clorinde le fait se cacher dans un placard. La Julienne annonce que Bavolet désespéré va se jeter dans la Seine : Rose va le chercher, et, à sa question sur l'endroit où elle a passé la nuit, elle réplique avec l'accent de Toulouse de la Bruscambille, et Bavolet comprend. Clorinde découvre La Cocardière caché dans son placard, montre un anneau et prétend être sa femme. Le finale du premier acte est repris.